# Ophiacantha rosea
Ophiacantha rosea är en ormstjärneart som beskrevs av George Richard Lyman 1879. Ophiacantha rosea ingår i släktet Ophiacantha och familjen knotterormstjärnor. Inga underarter finns listade i Catalogue of Life.